# Circonscription de Menzies

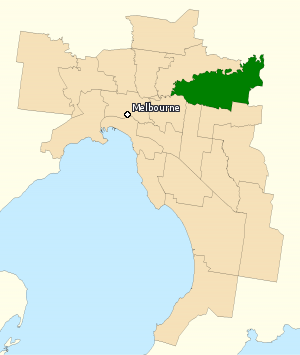
La circonscription de Menzies (en vert) dans la banlieue de Melbourne.

La circonscription de Menzies est une circonscription électorale australienne située dans la banlieue est de Melbourne, au Victoria. La circonscription a été créée en 1984 et porte le nom de Robert Menzies, qui est le premier ministre d'Australie à avoir occupé le plus longtemps le poste. Située dans la banlieue Est de Melbourne, elle comprend les quartiers de Bulleen, Doncaster, Donvale, Templestowe et Warrandyte.
Elle est un siège sûr pour le Parti libéral australien.

## Députés
| Nom           | Parti   | Période de mandat |
| ------------- | ------- | ----------------- |
| Neil Brown    | Libéral | 1984–1991         |
| Kevin Andrews | Libéral | 1991–2022         |
| Keith Wolahan | Libéral | 2022–en cours     |